# Hawaiis International Lawn Tennis Challenge-lag
Hawaiis Davis Cup-lag representerade territoriet Hawaii i tennisturneringen Davis Cup, tidigare International Lawn Tennis Challenge. Hawaii deltog i sammanhanget 1923,  och anmälde sig även 1922 samt 1925 men kom inte tills tart.